# 1060-ті
Високе Середньовіччя •  Епоха вікінгів •  Золота доба ісламу •  Реконкіста  •  Київська Русь

## Події

### Київська Русь
Великим князем Київським упродовж майже всього десятиліття залишався Ізяслав Ярославич. Інші сини Ярослава Мудрого мали свої уділи. Між удільними князями почалися міжусобиці. Ростислав Володимирович, онук Ярослава Мудрого, 1065 року відібрав Тмутаракань у іншого внука Ярослава - Гліба Святославича. Всеслав Брячиславич, князь Полоцький, 1067 року розграбував Новгород. Спільними зусиллями Ярославичі: Ізяслав, Святослав та Всеволод розбили його і посадили в темницю у Києві. 
Проблемою для Київської Русі стали половці, які витіснили зі степу печенігів. 1068 року князі Ізяслав, Святослав та Всеволод Ярославичі зазнали поразки від половців у битві на річці Альта. Кияни стали вимагати в Ізяслава зброї, а коли великий князь відмовив, спалахнуло повстання. Ізяславу довелося втікати. Кияни звільнили з темниці Всеволода Брячиславича й проголосили його великим князем. Ізяслав Ярославич звернувся за допомогою до польського князя Болеслава Сміливого, і разом із його військами наступного року повернув собі престол. 
Уперше згадується Києво-Печерський монастир, засновано Видубицький монастир. у Чернігові  князь Святослав Ярославич заснував Єлецький Успенський монастир. Тмутараканський камінь свідчить про вимірювання відстані від Тмутаракані до Корчова.

### Західна Європа
Розпочалося відвоювання земель, захоплених арабами. На заклик папи римського Олександра II на облогу Барбастро зібралися лицарі з різних кутків Європи, що розглядають як ранню форму хрестового походу. Християни взяли Барбастро, але втратили його наступного року. Активно тіснив мусульман на Піренейському півострові король Кастилії Фердинанд I. Захопивши Коїмбру, він заснував графство Португалія. Норманські авантюристи, зокрема Роберт Гвіскар, захопили південь Апеннінського півострова, потіснивши Візантію. До кінця десятиліття Роберт Гвіскар взяв у облогу останнє візантійське місто на півострові Барі. Брат Річарда Рожер Отвіль почав завоювання Сицилії. Стосунки норманів зі Святим престолом були неоднозначними. Нормани створювали загрозу Римській області, але водночас воювали з візантійцями та сарацинами. 
1066 року відбулося нормандське завоювання Англії. Герцог Нормандії Вільгельм, пізніше знаний як Завойовник, претендував на англійський трон після смерті короля Едуарда Сповідника. Однак, рада англосаксонських танів обрала королем Гарольда Годвінсона. Вільгельм почав збирати війська для нападу на Англію. Тим часом на острові висадилися війська норвезького короля Гаральда III. Гарольд Годвінсон зумів розбити норвежців у битві при Стемфорд-Бриджі, але через кілька днів зазнав руйнівної поразки від норманів у битві при Гастінгсі. У грудні 1066 року Вільгельм коронувався королем Англії. До кінця десятиліття йому довелося придушувати повстання англосаксів.
Король Німеччини Генріх IV досяг повноліття і не захотів бути маріонеткою в руках великих феодалів.

### Інші частини світу
Турки-сельджуки, заволодівши Багдадом, почали вторгнення у Візантійську імперію. Вони захопили Ані, спустошили Грузію, увійшли в Каппадокію. Фатіміди правили в Єгипті та на Близькому Сході. Альморавіди захопили Марокко, заснували місто Марракеш. Арабські бедуїни потіснили Зірідів в Іфрикії. 
У Китаї Ван Аньши став радником імператора й почав проводити масштабні реформи. В Японії перемогою урядових військ завершилася Дев'ятирічна війна. В'єтнам почав розширювати свої території на південь. Завершилося правління династії Пала в Бенгалі.